# Hunzenschwil
Hunzenschwil (toponimo tedesco) è un comune svizzero di 4,258 abitanti del Canton Argovia, nel distretto di Lenzburg.

## Storia
Sotto i Romani, l'area che sarebbe diventata Hunzenschwil era un'estesa fabbrica di mattoni. Il moderno villaggio di Hunzenschwil fu menzionato per la prima volta nel 1101 come Hintziswil. Nel 1201 fu menzionato come Hunzeliswilre. Nel XIV secolo gli Asburgo detenevano i diritti di alta corte sul villaggio, che nel 1415 passarono a Berna. Il diritto di bassa corte fu detenuto da vari proprietari prima del 1412, quando passò al Vogt di Lenzburg, nominato dagli Asburgo. Nel 1433 il diritto di bassa corte passò a Berna e nel 1550 Hunzenschwil si unì a Niederlenz, Rupperswil e Staufen per formare una corte inferiore indipendente. 
Dal punto di vista religioso, questa zona appartiene alla parrocchia di Suhr, ma dal 1960 ha una propria chiesa. 
Sebbene il comune si trovi sulla strada tra Berna e Zurigo e all'incrocio che va verso Zurzach, in passato era dominato dall'agricoltura. Nel XVIII e XIX secolo sono entrate in paese alcune imprese di lavorazione tessile (lino, cotone, nastri di seta).  Nel 1877 fu costruita una stazione della Ferrovia Federale. Fino al 1940 circa, c'erano alcune piccole imprese (tra cui un carrozziere). Da allora la maggior parte dei posti di lavoro sono stati creati nell'industria automobilistica e dei mobili o nel settore del magazzinaggio e delle spedizioni. Nel 1950 il villaggio iniziò a espandersi rapidamente. Nel 1965 fu aperta una strada di accesso all'autostrada. 

## Monumenti e luoghi d'interesse

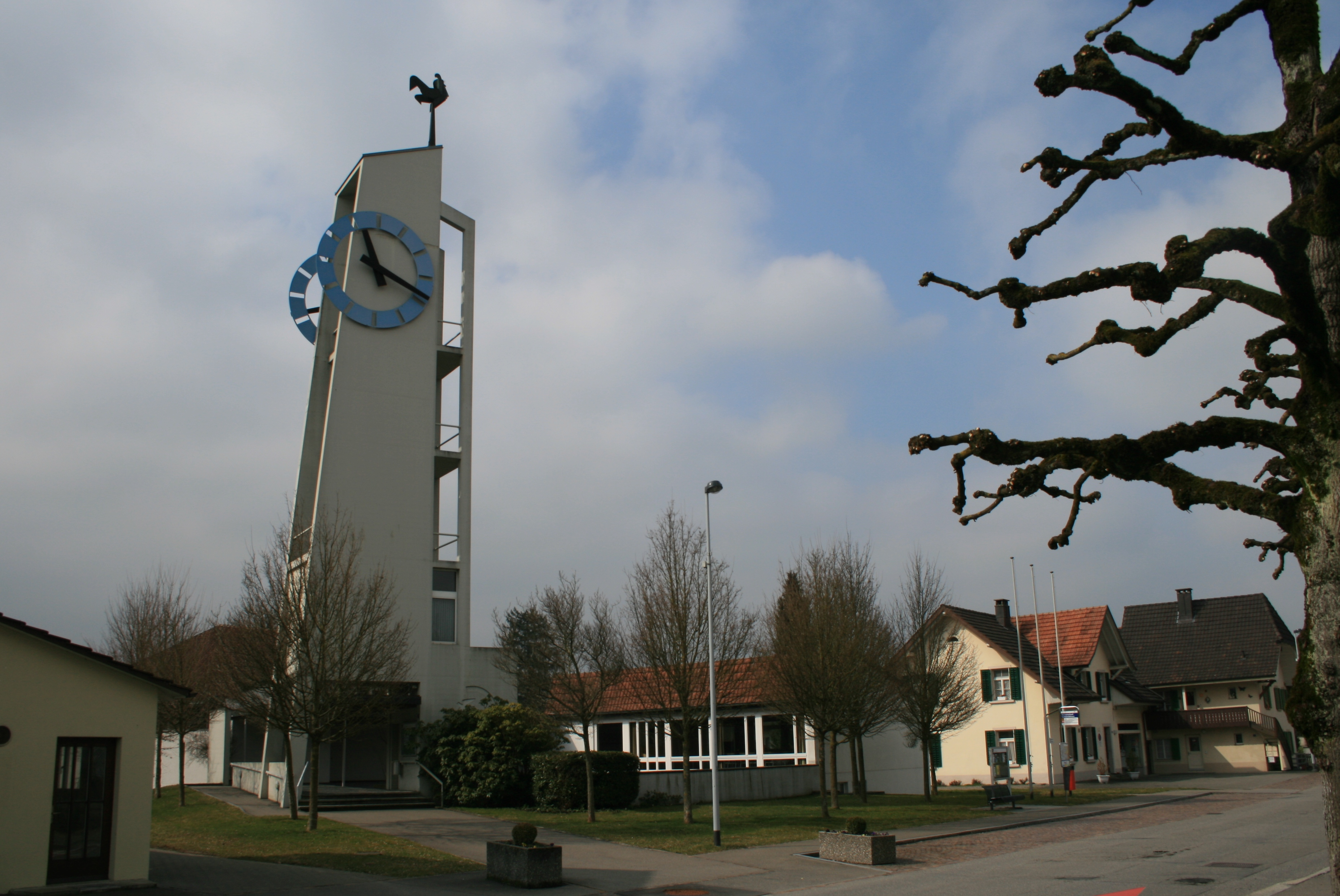
La chiesa riformata

- Chiesa riformata, eretta nel 1960[2].

## Società

### Evoluzione demografica
L'evoluzione demografica è riportata nella seguente tabella:
Abitanti censiti

## Infrastrutture e trasporti
Hunzenschwil è servito dall'omonima stazione sulla ferrovia Zofingen-Wettingen.

## Amministrazione
Ogni famiglia originaria del luogo fa parte del cosiddetto comune patriziale e ha la responsabilità della manutenzione di ogni bene ricadente all'interno dei confini del comune.